# Torre Mervinslaw
A Torre Mervinslaw (em inglês:  Mervinslaw Tower) é uma torre do século XVI atualmente em ruínas localizada em Southdean, Scottish Borders, Escócia.

## História
O tipo de pedra com que é feita a torre encontra-se nos arredores da mesma, sugerindo que foi retirada do local.
Foram encontrados restos de espadas possivelmente datados do século XII ou XIV.
Encontra-se classificada na categoria "A" do "listed building" desde 16 de março de 1971.

## Estrutura
A torre mede 7,6 metros por 6,4 metros e possui paredes com 1,2 metros de espessura. As empenas medem 5,4 metros de altura.